# Karabin maszynowy DTM
Karabin maszynowy DTM – 7,62 mm czołgowy karabin maszynowy konstrukcji radzieckiej.
Konstruktorem karabinu był Wasilij Diegtiariow, a oznaczenie jest skrótem nazwy „Diegtiariowa tankowyj modernizirowannyj”. Jest zmodernizowaną wersją karabinu maszynowego DT, która polegała na umieszczeniu z tyłu suwadła sprężyny powrotno–uderzeniowej i wzmocnieniu niektórych części broni, podobnie jak w DPM.